# Джонсон, Майк (политик)
Джеймс Майкл Джонсон (англ. James Michael Johnson; род. 30 января 1972, Шривпорт, штат Луизиана, США) — американский политический и государственный деятель, спикер Палаты представителей США с 25 октября 2023 года. Член Республиканской партии США. Доктор права (1998). 
Правый консерватор христианского толка. Один из ближайших соратников 45-го и 47-го президента США Дональда Трампа.

## Биография

### Ранняя жизнь
Майк Джонсон родился в Шривпорте и был старшим ребёнком Жанны Джонсон и Джеймса Патрика Джонсона. Его отец был пожарным, основавшим некоммерческую организацию The Percy R. Johnson Burn Foundation, названную в честь его партнёра Перси Р. Джонсона, первого в городе афроамериканского пожарного инструктора и капитана, погибшего при исполнении служебных обязанностей. Отец Джонсона также получил серьёзные ожоги и стал инвалидом при исполнении служебных обязанностей во время того же пожара. У Джонсона есть два брата, Крис и Джош, и сестра Лора. Дед Джонсона по материнской линии, Нунцио Мессина, происходил из Италии и у него есть французские и ирландские предки со стороны отца.
Джонсон окончил среднюю школу капитана Шрива в Шривпорте. Он получил степень бакалавра в области делового администрирования в Университете штата Луизиана в Батон-Руже. Он имеет степень доктора юриспруденции в юридическом центре Университета Луизианы.

### Карьера
С 2004 по 2012 год — член Комиссии по этике и религиозной свободе Южной баптистской конвенции.
До своего избрания в Конгресс Джонсон был партнёром юридической фирмы Kitchens, а также главой юридической службы Альянса защиты свободы (это американская консервативная христианская группа по юридической защите, которая работает над расширением христианской практики в государственных школах и в правительстве, выступает за запрет абортов).
10 февраля 2016 года Джонсон выдвинул свою кандидатуру на место в 4-м округе конгресса, которое на тот момент в течение восьми лет занимал Джон Флеминг. Флеминг баллотировался на место в Сенате Соединённых Штатов, которое освободил Дэвид Виттер. Джонсон победил на выборах. В 2018 году Джонсон был переизбран на второй срок.
В 2018 году Джонсон бездоказательно заявил, что «атеистические судебные группы» из Калифорнии пытались получить скрытое видео и шпионить за учениками-христианами в средней школе Луизианы.
В 2020 году Джонсон пошёл на третий срок в Палате представителей, победив кандидата от Демократической партии Кенни Хьюстона.
В 2022 году Джонсон без сопротивления был переизбран в Палату представителей.
В 2017 году Джонсон стал заместителем председателя Республиканской конференции, помощником спикера Палаты представителей республиканцев, членом Судебного комитета, Комитета по вооружённым силам, а также членом и бывшим председателем Республиканского исследовательского комитета.
Джонсон голосовал за Американский закон о здравоохранении 2017 года.
В декабре 2017 года Джонсон проголосовал за Закон о снижении налогов и создании рабочих мест. После голосования за закон он назвал экономику «отсталой» и «бременем» для американцев.
Джонсон также был в числе 147 республиканцев, проголосовавших за отмену результатов выборов 2020 года.
19 мая 2021 года Джонсон и все остальные семь лидеров Республиканской палаты представителей в 117-м Конгрессе проголосовали против создания национальной комиссии по расследованию штурма Капитолия Соединённых Штатов 6 января 2021 года. Тридцать пять членов Палаты представителей от республиканцев и все присутствующие 217 демократов проголосовали за создание такой комиссии.

### Спикер Палаты представителей США
После промежуточных выборов 2022 года депутат Энди Биггс предложил Джонсона в качестве возможного компромиссного кандидата на пост спикера Палаты представителей вместо Кевина Маккарти. После свержения Маккарти представитель парламента Мэтт Гетц вновь предложил Джонсона в качестве кандидата на пост спикера. 13 октября 2023 года Джонсон заявил, что не будет баллотироваться на пост спикера и вместо этого поддержал своего коллегу Джима Джордана. 21 октября 2023 года Джонсон выдвинул свою кандидатуру на вакантный пост спикера Палаты представителей. 24 октября 2023 года Джонсон стал четвёртым кандидатом на выборах спикера в октябре 2023 года.
25 октября 2023 года Майк Джонсон стал 56-м спикером Палаты представителей США. Первый спикер Палаты представителей США, избранный от Луизианы. Входит в число рекордсменов в политике США по скорости карьеры: за 140 лет первый конгрессмен, который смог стать спикером отработав в Палате Представителей менее 7 лет.
22 марта 2024 года палата представителей приняла план финансирования правительства на сумму 1.2 триллиона долларов. Незадолго до этого республиканец Марджори Тейлор Грин, член палаты представителей от штата Джорджия, выдвинула ходатайство об отставке Джонсона из-за общего недовольства его работой, а также нарушения спикером Правила Хастерта (за план проголосовал лишь 101 конгрессмен от республиканской партии, 112 — проголосовали против).
3 января 2025 года Майк Джонсон был переизбран спикером палаты представителей в ходе первой сессии 119-го Конгресса с минимальным перевесом голосов.

## Политические взгляды
По рейтингу политиков США DW-Nominate Джонсон относится к крайне правым консерваторам христианского толка. Входит в число ближайших соратников Дональда Трампа. По данным Politico своим назначением также обязан Трампу, который добился, чтобы конкуренты Джонсона как Том Эммер сняли свою кандидатуру. Был ключевым активистом-республиканцем, который организовал в Палате Представителей голосование о фальсификации (точнее неконституционной процедуре) выборов, где выиграл Байден. Лично послал всем конгрессменам письмо, что заочные выборы сами по себе создают неконституционное преимущество демократам. Более 140 конгрессменов поддержали Джонсона на голосовании о непризнании выборов, где победил Байден. При процедуре импичмента Трампа, по факту выполнял роль его адвоката в Сенате и ключевого организатора блокировки импичмента.
Bloomberg и New York Times считают победу Джонсона в выборах на пост спикера Палаты Представителей победой крайне правого крыла республиканцев-трампистов (MAGA). Axios отмечает, что Джонсон пользуется высокой репутацией в республиканской партии и добился максимального количества прохождения своих законопроектов среди всех кто из республиканцев номинировался на должность спикера в его избирательном цикле, что говорит о высоких переговорных и процедурных навыках Джонсона.
По рейтингу группы республиканцев в поддержку Украины Джонсон относится к «очень плохому» выбору для Украины, так как голосовал против всех законов в поддержку Украины за исключением ленд-лиза и делал «антиукраинские заявления». Между тем, Bloomberg отмечает, что Джонсон готов к компромиссам в данных вопросах с Байденом. Как «антиукраинские заявления» Джонсону приписывают его заявления сделанные при поддержке организации ветеранов армии США «Верните наши войска домой», где он заявлял, что траты на Украину менее приоритетные, чем траты на внутренние нужды США, а также требовал назначить инспекторов за расходованием выделенной помощи, опасаясь коррупционных растрат.
Как глубоко верующий христианский консерватор Джонсон выступает против абортов и также выступает против прав ЛГБТ. В частности он против государственного финансирования спорта трансгендерных женщин в женских номинациях, а для дошкольных и школьных заведений считает, что для всей территории США должен действовать аналог закона Флориды «не говори гей», где тема однополых отношений никак не обсуждается ни положительно, ни отрицательно с учащимися. Джонсон также против разрешения использования гормонов для задержки полового созревания детьми и подростками, которые идентифицируют себя трансгендерными и даже при согласии их родителей.
Член комитетов Конгресса США
- United States House Judiciary Subcommittee on the Constitution and Limited Government. Глава комитета. Комитет занимается законопроектами предполагающими поправки к Конституции США, а также следит за соблюдением различных регламентов в Правительстве от этики общения до порядка подачи исков к Правительству США
- Weaponization of the Federal Government. Комитет создан трампистами для борьбы с «глубинным государством» (Deep State) и занимается расследованием злоупотреблений властью чиновниками США
- Armed Services Committee. Комитет по вооруженным силам США

Также входит в несколько комитетов республиканской партии консервативного толка.

## Личная жизнь
Джонсон женился на Келли Рене Лари 1 мая 1999 года. У Джонсонов пятеро детей, в том числе взрослый приёмный сын Майкл Тиррелл Джеймс. 
Джонсон описывает себя как прежде всего христианина. Будучи евангелистом и южным баптистом, он сказал: «Моя вера определяет все, что я делаю».